# Сташко Любов Михайлівна
Любо́в Миха́йлівна Сташко́ (* 1987) — українська веслувальниця. Бронзова призерка чемпіонату Європи.

## З життєпису
Народилась 1987 року. Представляє місто Київ. Здобула бронзову медаль на Чемпіонаті Європи з веслування 2011 року на вісімці.
2014 року в Амстердамі на Чемпіонаті світу з академічного веслування старший солдат служби за контрактом Любов Сташко та солдат служби за контрактом Ганна Кравченко завоювали шосте місце в складі четвірки без стернового.